# Oranjefristaten
Republikken Oranjefristaten (afrikaans: Oranje-Vrystaat) var en uafhængig boerstat i det sydlige Afrika i anden halvdel af det 19. århundrede. Den var senere en provins i Sydafrika. Den er den historiske forgænger til nutidens Fristatprovinsen. Oranjefristaten lå mellem floderne Oranje og Vaal. Grænserne blev bestemt af Storbritannien i 1848 da regionen blev proklameret som Orange River Sovereignty med hovedstad i Bloemfontein.
I den nordlige del af territoriet blev en voortrekker–republik etableret ved Winburg i 1837. Denne stat slog sig sammen med republikken Potchefstroom som senere blev en del af Sydafrikanske republik.
Efter at Republikken Transvaal (Sydafrikanske republik) fik uafhængighed, anerkendte briterne Oranjefristatens uafhængighed den 17. februar 1854, og landet blev officielt uafhængig den 23. februar 1854 med underskrivelsen af Bloemfontein-aftalen. Republikken blev umiddelbart sat i værk og bestod af både Orange River Sovereignty og republikken Winburg–Potchefstroom.
Selv om Oranjefristaten udviklede sig til en politisk og økonomisk vellykket republik, oplevede den kronisk konflikt med briterne (se boerkrigene) før den til slut blev annekteret som Orange River Colony i 1900. Den ophørte med at eksistere som uafhængig boerrepublik den 31. maj 1902 med signeringen af Vereenigingaftalen efter anden boerkrig. Den sluttede sig til Sydafrikanske union i 1910 som senere blev Republikken Sydafrika i 1961, som en provins sammen med Kapprovinsen, Natal og Transvaal, den anden erobrede boerrepublik.
Republikkens navn stammer delvis fra Oranje, men begge navne var indført af nederlandske protestantiske nybyggere til ære for den nederlandske herskende familien, huset Oranje.

## Administration
Forfatningen af 1854 blev revideret i 1866 og i 1879. Regeringen blev udøvet af en præsident valgt for en 5 årig periode ved en almindelig folkeafstemning samt et råd bestående af guvernementssekreteraren, landdrosten i hovedstaden, Bloemfontein, samt 3 medlemmer valgt af "volksraad" for en 3 årig periode. Lovgivningsmagten blev udøvet af en folkerepræsentation kaldet "volksraad", som bestod af 56 medlemmer, der blev valgt ved parlamentsvalg blandt de hvide indbyggere for en 4 årig periode, idet halvdelen var på valg hvert andet år.

## Forsvar
Republikken havde ingen stående hær bortset fra et batteri af artilleri i hovedstaden. I tilfælde af krig var enhver hvid mand forpligtiget til at deltage.

## Demografi
Befolkningen blev i 1880 opgjort til 61.022 hvide og 72.496 indfødte. Blandt de hvide, overvejende af nederlandsk oprindelse, var 51.716 reformerte, 514 wesleyanere, 1.321 anglikanere, 282 lutheranere og 340 romerske katolikker. I 1890 blev befolkningen opgjort til 207.503 indbyggere, af hvilke 77.716 var hvide og 129.787 indfødte.

## Historie
I begyndelsen af 1800-tallet var Oranjefristatens område kun beboet af buskmænd, bechuanere og andre indfødte stammer. I 1820-erne begyndte farmere fra Kaplandet at overskride Oranjefloden for at søge efter græsningsområder for deres kvæghjorder, og i 1830-erne, i særdeleshed efter 1835, forlod et større antal boere Kaplandet som følge af modvilje mod den daværende regering. De slog sig ned hinsides Oranjefloden, hvor de oprettede en uafhængig republik.

### Fristed for boere
Oranjefristatens kolonisering begyndte ved boernes store trek fra Kaplandet 1835, da en del af dem nedsatte sig i egnen mellem Oranje og Vaal på en jord, der dengang var ingen mands ejendom. Et større antal indvandrere kom, da boerne 1843 opgav Natal, fordi de ikke vilde underkaste sig engelsk overhøjhed. Englænderne fulgte dog også med til Oranjefristaten, og benyttende stridighederne mellem boerne på den ene side og Basuto- og Griqua-høvdingerne på den anden side, til at indlemme Oranjefristaten i den engelske Krones besiddelser under navnet Orange River Sovereignty. Boerne besluttede at forsvare deres uafhængighed med våben, men led et afgørende nederlag ved Boomplats den 29. august 1848 og blev efterfølgende underlagt den britiske regering. En stor del vandrede derfor over Vaal-floden og grundlagde Transvaal. Da omkostningerne og besværlighederne ved administrationen af det fjerntliggende og tyndt befolkede land langt oversteg fordelene, opgav englænderne i 1854 herredømmet over Oranjefristaten, ligesom de 2 år tidligere havde opgivet det over Transvaal, og landet organiserede sig som en selvstændig stat under navnet Oranjefristaten.

### Diamantfund og nyt engelsk indlemmelsesforsøg
En række år forløb nu i fred, indtil man i 1867 fandt diamanter i hjørnet mellem Oranjes og Vaals sammenløb; her voksede hurtig en by, Kimberly, op, og landet steg i værdi. Englænderne søgte et påskud til at annektere denne strækning og fandt det snart: vest for Vaal boede en ubetydelig hottentothøvding, Nicholas Waterboer. Ham fik de til at stille sig under engelsk beskyttelse og påstod da, at diamantmarkerne hørte til Waterboers område. Oranjefristaten protesterede af al kraft, men følte sig ikke stærk nok til at hindre englænderne i at besætte distriktet 1871 under navnet Griqualand West; en erstatningssum på 90.000 £ måtte England dog betale Oranjefristaten. Allerede før tabet af diamantmarkerne var Oranjefristaten også i øst blevet indviklet i grænsestridigheder, her med Basuto’erne. Det kom til krig 1868, der afsluttedes ved englændernes indblanding, hvorved Basuto-Land bragtes under Englands overhøjhed, men Oranjefristaten fik det frugtbare distrikt Ladybrand (the Conquered Territory) vest for Caledon-floden.
Fra juli 1889 var Oranjefristaten i toldunion med Kaplandet. Kapkoloniens regering lod bygge en jernbane gennem hele Oranje fra Norval’s Pont til Bloemfontein med en samlet længe på 195 km., og fra Bloemfontein till Viljoens Drift ved Transvaals grænse med en samlet længde på 336 km.), mens Oranjestaten selv lod bygge kortere sidelinier til hovedlinjen.
I 1897 indgik Oranjefristaten et forsvarsforbund med Den Sydafrikanske Republik.
I 1897 indtrådte Oranjefristaten i Verdenspostforeningen.

### Boer-krigen og dens følger
Efter 1871 havde Oranjefristaten fred i en række år, indtil den efter dr. Jamesons indfald i Transvaal sluttede en alliance med denne stat og derved oktober 1899 kom med i Transvaals kamp med englænderne. Da englænderne under Lord Roberts havde besat Bloemfontein, proklamerede Oranjefristaten som engelsk besiddelse, den 28. maj 1900 med navnet Oranjeflodskolonien, og efter freden i 1902 indlemmedes den i britisk Sydafrika som Orange River Colony, der blev organiseret som britisk kronkoloni. I 1907 fik området selvstyre, og den 31. maj 1910 sluttede den sig sammen med Kaplandet, Transvaal og Natal til den Sydafrikanske Union og antog atter Navnet Oranjefristaten.

### 1. verdenskrig
Oranjefristaten var siden indlemmelsen i det britiske rige midtpunkt for de stærkest antiengelske strømninger blandt boerne, hvilke først viste sig i langvarige stridigheder angående skolesproget og ved 1. Verdenskrigs udbrud 1914 gav anledning til en væbnet rejsning under de tidligere generaler De Wet og Hertzog. Endnu 1921, da Hertzog havde foreslået den sydafrikanske unions udtrædelse af det britiske imperium, vandt han ved valget i februar de 16 af de 17 valgkredse, hvori landet inddeltes.